# Francis Suttill
 (avril 2024).
Francis Alfred Suttill, né le 17 mars 1910 à Mons-en-Barœul (Nord), et mort le 23 mars 1945 au camp de concentration de Sachsenhausen (Allemagne) est, pendant la Seconde Guerre mondiale, un agent secret britannique du Special Operations Executive, section F. 
À la tête du réseau action Prosper-PHYSICIAN, il mène d'octobre 1942 à juin 1943 des actions de soutien à la Résistance en France, zone Nord. Arrêté par les Allemands, déporté, il fut finalement exécuté au camp de concentration de Sachsenhausen.

## Biographie

### Premières années
Francis Alfred Suttill naît le 17 mars 1910 à Mons-en-Barœul (Nord).
Il suit un cursus scolaire normal en Angleterre, au Stonyhurst College jusqu'à 16 ans. En 1926, il est atteint de poliomyélite ; on lui affirme qu'il ne pourra plus marcher. Sa mère refuse cette idée, le garde à la maison et le soigne, si bien qu'il peut marcher à nouveau sans boiter, malgré une jambe plus courte de dix-huit millimètres.
Il revient en France, où il passe son bac, puis s'inscrit en droit à l'Université de Lille.
En 1931, certificat de nationalité britannique à la main, il est régulièrement dispensé du service militaire en France. Il poursuit ses études de droit à l'Université de Londres.
Il se marie en 1935. Il est avocat au Lincoln's Inn.

### Début de la Guerre
En septembre 1939, à la déclaration de guerre, il s'engage dans l'armée britannique, où il est officier de renseignement.
Plus tard, il est recruté par le SOE. Il est volontaire pour une mission en France.
1942.
- Été. - Il reçoit l'entraînement.
- Le SOE choisit Suttill pour établir un nouveau réseau en France, zone nord, autour de Paris. Son nom de guerre est « Prosper » et sa couverture François Desprées, représentant.
- 24 septembre. Andrée Borrel « Denise », son courrier, est parachutée en France et prépare la voie pour Suttill.

### Mission en France
- Octobre. Dans la nuit du 1er au 2, Suttill est parachuté en France[1].
- Avec Andrée Borrel qu'il fait passer pour sa sœur, Francis Suttill effectue un périple pour monter le Réseau Prosper-PHYSICIAN : (Chartres, Melun, Blois, Beauvais, Compiègne, Saint-Quentin).
- Novembre. Arrivée d'un premier opérateur radio, Gilbert Norman « Archambaud ». Suttill recrute Armel Guerne « Gaspard » et sa femme Pérégrine.
- Décembre. Arrivée d'un deuxième opérateur, Jack Agazarian, « Marcel ».

1943. Pendant six mois, le réseau se développe considérablement, couvrant une grande partie de la zone Nord, impliquant un nombre croissant d'agents, avec création de nombreux sous-réseaux et groupes d'action.
- 22 janvier. Henri Déricourt, un ancien pilote, retourne en France. Sa tâche principale est de trouver des terrains d'atterrissage qui conviennent et d'organiser la réception des agents envoyés par avion, principalement des agents du réseau Prosper. Pendant les quelques mois qui suivent, il organisera le transport par avion de plus de 67 agents.
- Suttill et Agazarian s'interrogent de plus en plus sur la loyauté d'Henri Déricourt.

Une semaine à Londres
- 13 mai. Suttill, rappelé à Londres, y reçoit de nouvelles instructions. Il fait part de ses craintes à Nicolas Bodington et à Maurice Buckmaster. Ceux-ci ne sont pas convaincus et refusent de rappeler Déricourt en Angleterre.
- 20 mai. Suttill est parachuté à Romorantin.

Le dernier mois du réseau
Du 20 mai au 23 juin, l'activité du réseau augmente fortement.

### Aux mains de l'ennemi
- Le 24 juin, peu après 0 h, Andrée Borrel « Denise » et Gilbert Norman « Archambaud » sont arrêtés par la Gestapo, au domicile de ce dernier. Quelques heures plus tard, vers 10 h du matin, ce sera le cas également de Francis Suttill lui-même à son logement, près de la porte Saint-Denis[2]. Des centaines d'agents sont arrêtés dans les jours qui suivent, fin juin et début juillet. C'est l'effondrement général du réseau Prosper[3].
- Quand Noor Inayat Khan, qui est arrivée le 16 juin comme opérateur radio du réseau CINEMA-PHONO, découvre que Suttill a été arrêté, elle fait son rapport au SOE à Londres sur l'effondrement du réseau.
- Suttill est amené au quartier général de la Gestapo, 84 avenue Foch. Il est torturé pendant plusieurs jours. Selon Ernst Vogt, Suttill convient avec les Allemands de fournir des informations sur les stocks d'armes contre leur promesse de ne pas tuer les résistants concernés. Cependant, selon un autre agent allemand, Joseph Kieffer, ce serait Gilbert Norman qui aurait pris l'initiative de ce « pacte d'honneur ».
- Septembre. Le 3, il est mis en cellule d'isolement à la prison du camp de concentration de Sachsenhausen, situé au nord-ouest de Berlin.

1945. Le 23 mars, Francis Suttill est exécuté au camp de concentration de Sachsenhausen.

## Reconnaissance

### Distinction
- Ordre du Service distingué (Royaume-Uni).

### Monuments
- En tant que l'un des 104 agents de la section F du SOE morts pour la France, Francis Suttill est honoré au mémorial de Valençay, Indre, France.
- Plaque érigée au camp de Sachsenhausen : le nom du « Maj Francis Suttill DSO » figure parmi les vingt « membres courageux des forces britanniques et du Commonwealth, dont beaucoup restent inconnus, qui furent internés à Sachsenhausen et qui ont péri ici ou ailleurs, tombés aux mains de leurs ravisseurs. »
- Plaque érigée sur la façade de l'immeuble situé 18, rue de Mazagran, Paris 10e, avec l’inscription suivante : « Dans cet immeuble, le Major Francis Suttill DSO, Service Britannique S.O.E., fut arrêté par la Gestapo le 24 juin 1943. Chef du réseau action Prosper-PHYSICIAN, il mène d’octobre 1942 à juin 1943 des actions de soutien à la Résistance en France, zone Nord. Il fut exécuté en mars 1945, au camp de concentration de Sachsenhausen. » Cette plaque a été érigée le 24 mars 2025 à l’initiative de l’association Fédération Nationale Libre Résistance.

## Identités
- État civil : Francis Alfred Suttill
- Comme agent du SOE, section F :
  - Nom de guerre (field name) : « Prosper »
  - Nom de code opérationnel : PHYSICIAN (signifiant MÉDECIN en anglais)
  - Identité de couverture : François Desprée (ou Desprées)

Parcours militaire :
- Armée britannique : officier de renseignements
- SOE, section F ; grade : major (équivalent à commandant) ; matricule : 130049

## Famille
Son père, William Francis Suttill est Britannique, originaire d'une famille du Yorkshire, né à Manchester. Il est directeur d'une usine textile à Lille. Sa mère, Blanche Marie-Louise Degrave, est Française.
Francis Suttill est marié à Margaret Joan Montrose en 1935. Le couple a deux enfants, William Anthony (né le 17 avril 1937) et Francis John (né le 26 avril 1940).